# Marco Numio Tusco
Marco Numio Tusco  fue un político  romano del siglo III perteneciente a la gens Numia.

## Familia
Nummio Tusco era hijo de Marco Numio Seneción Albino, cónsul ordinario en el año 227, hermano de Marco Numio Albino, prefecto de la Ciudad en el año 256 y cónsul en el año 263, y posiblemente padre de Numio Tusco, cónsul en el año 295.

## Carrera pública
Fue nombrado cónsul en el año 258. En una ocasión acompañó al emperador romano Valeriano a la ciudad de Bizancio donde visitó los baños públicos.